# Lycidas frosti
Lycidas frosti är en spindelart som först beskrevs av Peckham, Peckham 1901.  Lycidas frosti ingår i släktet Lycidas och familjen hoppspindlar. Inga underarter finns listade i Catalogue of Life.